# Vicente Archer
Vicente Archer (Woodstock, New York, 23 december 1975), is een Amerikaanse jazzmuzikant (contrabas, gitaar).

## Biografie
Archer speelde aanvankelijk op 16-jarige leeftijd als autodidact gitaar en studeerde op 20-jarige leeftijd vooreerst aan het New England Conservatory in Boston bij Gene Bertoncini, Jerry Bergonzi en Danilo Perez, voordat hij na een jaar wisselde naar de Northeastern University en de contrabas zijn hoofdinstrument werd. Spoedig werd hij ontdekt door Donald Harrison en Eric Reed en mee op tournee genomen. Tijdens de daaropvolgende jaren speelde hij met muzikanten als Terence Blanchard, Kenny Garrett, Wynton Marsalis/Lincoln Center Jazz Orchestra, Stanley Jordan en Stefon Harris. Met Donald Harrison ontstonden in 1998 eerste opnamen (Free to Be, Impulse!). In 2000 beëindigde hij zijn bedrijfseconomische studie in Management Information Systems en Business Management met diploma en verhuisde hij naar New York
Vanaf de jaren 2000 werkte Archer onder andere met Mary Stallings, Louis Hayes' Cannonball Legacy Band, Marcus Printup, Jeremy Pelt, Nicholas Payton, Myron Walden, George Colligan, Jaleel Shaw, Walter Smith III, Robert Glasper, Danny Grissett, Chihiro Yamanaka, Matija Dedić, Jorge Sylvester, Marcus Strickland, Jacques Schwarz-Bart en Antonio Figura. Tijdens de jaren 2010 werkte hij ook mee aan opnamen van Lisa Kirchner, Bruce Barth, Nick Vayenas, Norah Jones, Joanna Pascale, Matthew Stevens en het Black Art Jazz Collective. Op het gebied van jazz was hij tussen 1998 en 2017 betrokken bij 47 opnamesessies.

## Discografie
- 2011: Bruce Barth Trio: Live at Smalls (SmallsLIVE), met Rudy Royston
- 2016: Black Art Jazz Collective: Presented by the Side Door Jazz Club (Sunnyside Records), met Jeremy Pelt, Wayne Escoffery, Xavier Davis, James Burton III en Jonathan Blake
- 2018: John Scofield: Combo 66 (Verve Records)

- Gemeinsame Normdatei: 135268508
- International Standard Name Identifier: 0000 0000 5550 0783
- Library of Congress Control Number: n2004070593
- MusicBrainz: 35a0e0b2-204f-4b22-9daf-b632f75611b0
- Système universitaire de documentation: 251407209
- Virtual International Authority File: 11700469
- WorldCat: E39PBJkTcXRRBd8DQ8DCH8dG73